# هربی پرواز می‌کند
هربی پرواز می‌کند با نام اصلی هِربی: کاملاً مجهز (به انگلیسی: Herbie: Fully Loaded) فیلمی کمدی ورزشی به کارگردانی آنجلا رابینسون و نویسندگی توماس لنون، رابرت بن گارانت، آلفرد گاف و مایلز میلار محصول سال ۲۰۰۵ آمریکا است. از بازیگران اصلی آن می‌توان به لیندزی لوهان، جاستین لانگ، مت دیلون و مایکل کیتون اشاره کرد. بسیاری از راننده‌های نسکار مانند‌ جف گوردون و جیمی جانسون در نقش‌های کوتاه در فیلم حضور دارند. این فیلم، ششمین و آخرین قسمت از سری فیلم‌های ماشین سحرآمیز است که در ۲۲ ژوئن ۲۰۰۵ منتشر شد و در سراسر جهان بیش از ۱۴۴ میلیون دلار فروش رفت.
این فیلم بر اساس داستان هربی ساخته شده که یک فولکس بیتل با شخصیتی شبیه انسان است.

## داستان
مگی پیتون اولین کسی از اعضای خانواده خود است که موفق می‌شود مدرک دانشگاهی بگیرد و به خاطر این از پدر خود یک ماشین هدیه می‌گیرد. وقتی که می‌بیند این ماشین یک فولکس واگن (هربی) است، در ذوقش می‌خورد. او با این فولکس به گاراژ کوین می‌رود تا با هم ماشین را امتحان کنند. رانندگی با فولکس آن‌ها را به یک نمایشگاه ماشین می‌رساند و در آن‌جا مگی موفق می‌شود «تریپ مورفی» قهرمان را در یک مسابقه خیابانی شکست دهد.
«تریپ» درخواست تجدید مسابقه می‌کند و با یک دایتونا ۵۰۰ مگی را به چالش می‌کشد. مگی سعی می‌کند در این رقابت‌ها دست‌فرمان خوب خود را به پدرش نشان دهد.

## بازیگران
- لیندزی لوهان در نقش مگی پیتون
- جاستین لانگ در نقش کوین
- مت دیلون در نقش تریپ مورفی
- مایکل کیتون در نقش ری پیتون
- برکین مایر در نقش ری پیتون جونیور
- شریل هاینز در نقش سالی
- توماس لنون در نقش لری مورفی
- جیمی سیمپسون در نقش کراش